# Via Mala (1985)
Via Mala ist ein Filmdrama aus dem Jahr 1985. Der dreiteilige Fernsehfilm entstand unter der Regie von Tom Toelle.

## Handlung
Der Film beruht auf dem gleichnamigen Roman von John Knittel aus dem Jahre 1934. Die Familientragödie spielt in den Bündner Alpen an der Via Mala, Schweiz, Ende der 1920er Jahre. Die Familie leidet unter dem tyrannischen und trunksüchtigen Vater Jonas Lauretz, der die Kinder schlägt, seine Frau misshandelt und sich an der ältesten Tochter vergreift. Seinen Sohn Niklaus hat er zum Krüppel geschlagen. Die Kinder beschließen, sich am Vater zu rächen. Nach dem Mord, an dem die jüngste Tochter Silvie nicht beteiligt war, gerät die Familie durch die Nachforschungen des Untersuchungsrichters und Liebhabers von Silvie in immer größere Konflikte, an denen nicht nur die Familie, sondern auch die Beziehung von Silvie zugrunde geht.

## Produktion
Gedreht wurde unter anderem von Juli bis Oktober 1983 im Gasterntal im Berner Oberland. Das Wohnhaus und die Mühle wurden im unteren Teil des Tales in unmittelbarer Nähe zum Balmhornbach-Wasserfall aufgebaut, die Szenen in der „Via Mala“ wurden bei der Brücke in der engen Klus zwischen Tal und der Gemeinde Kandersteg gedreht.

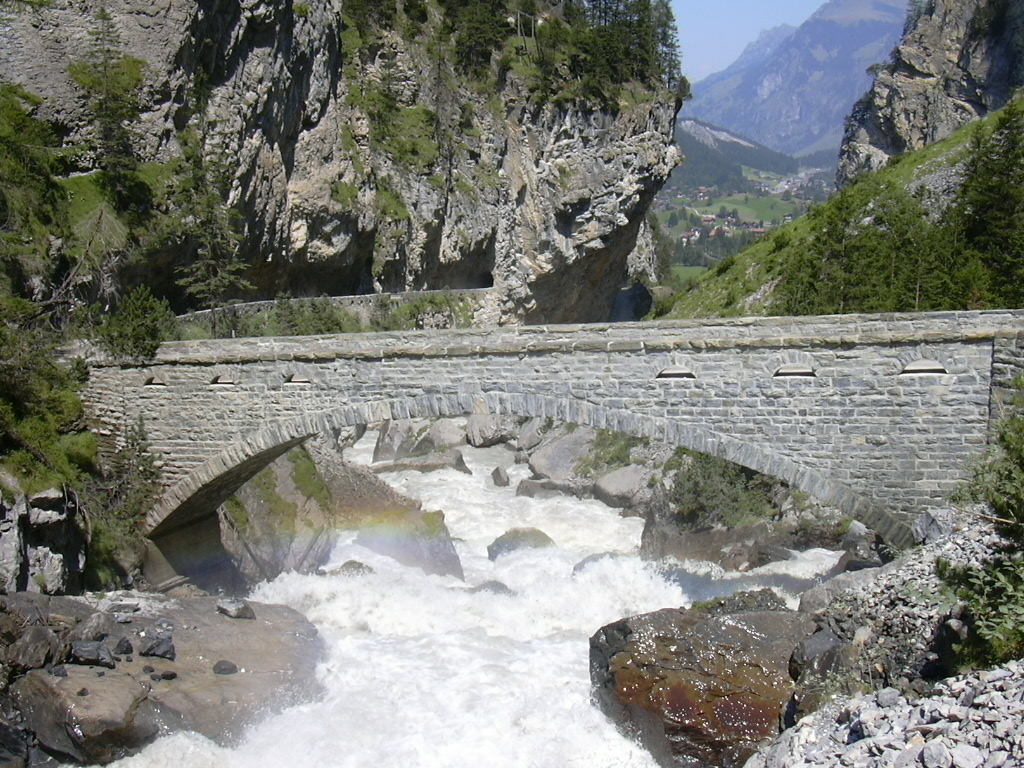
Die Chlusenbrücke über die Kander am Eingang des Gasterntals ist wiederholt Schauplatz der Handlung.
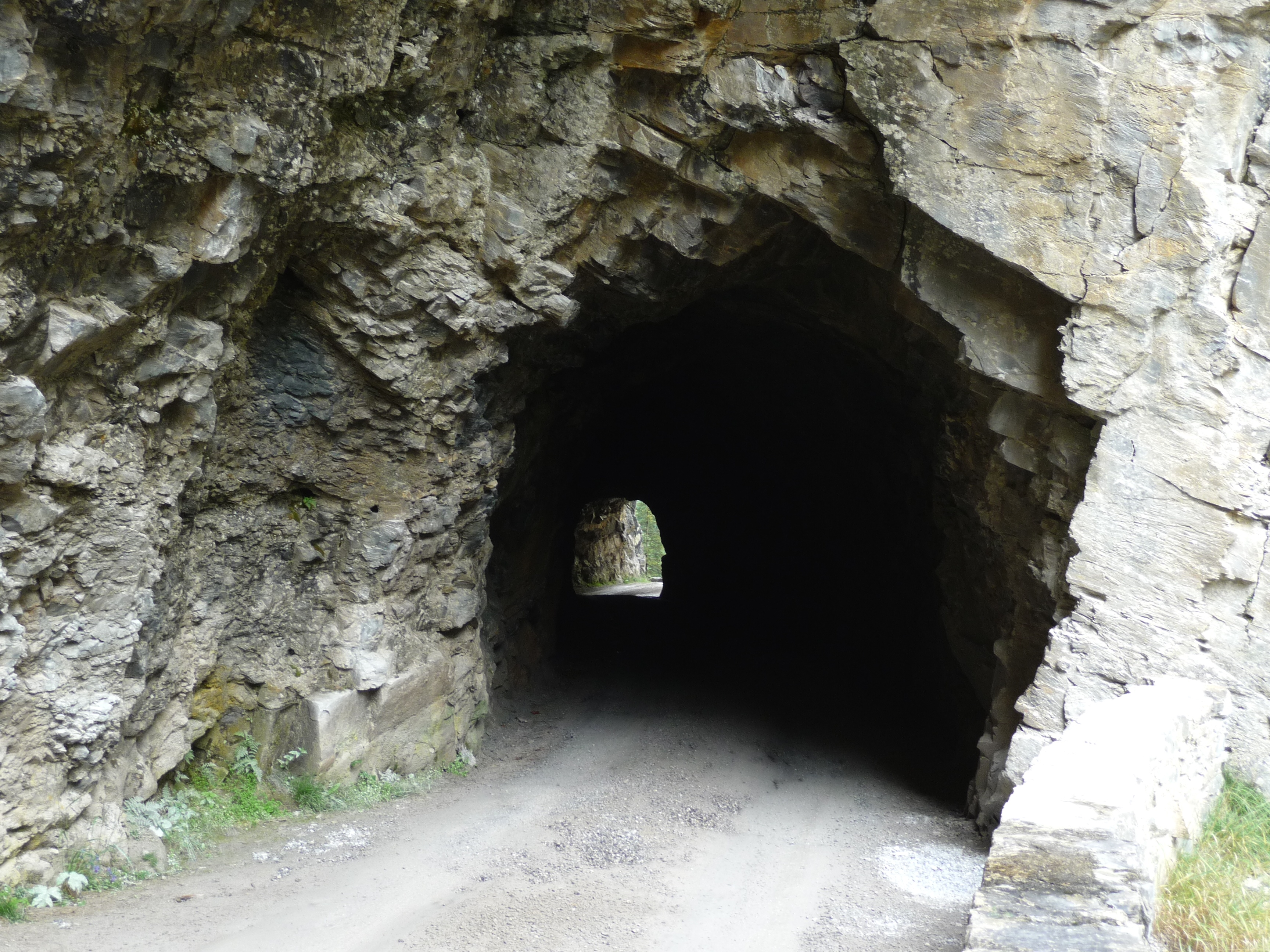
In der Eingangssequenz zu jeder Folge fährt Jonas Lauretz mit einem Pferdewagen durch den Tunnel vor der Chlusenbrücke.
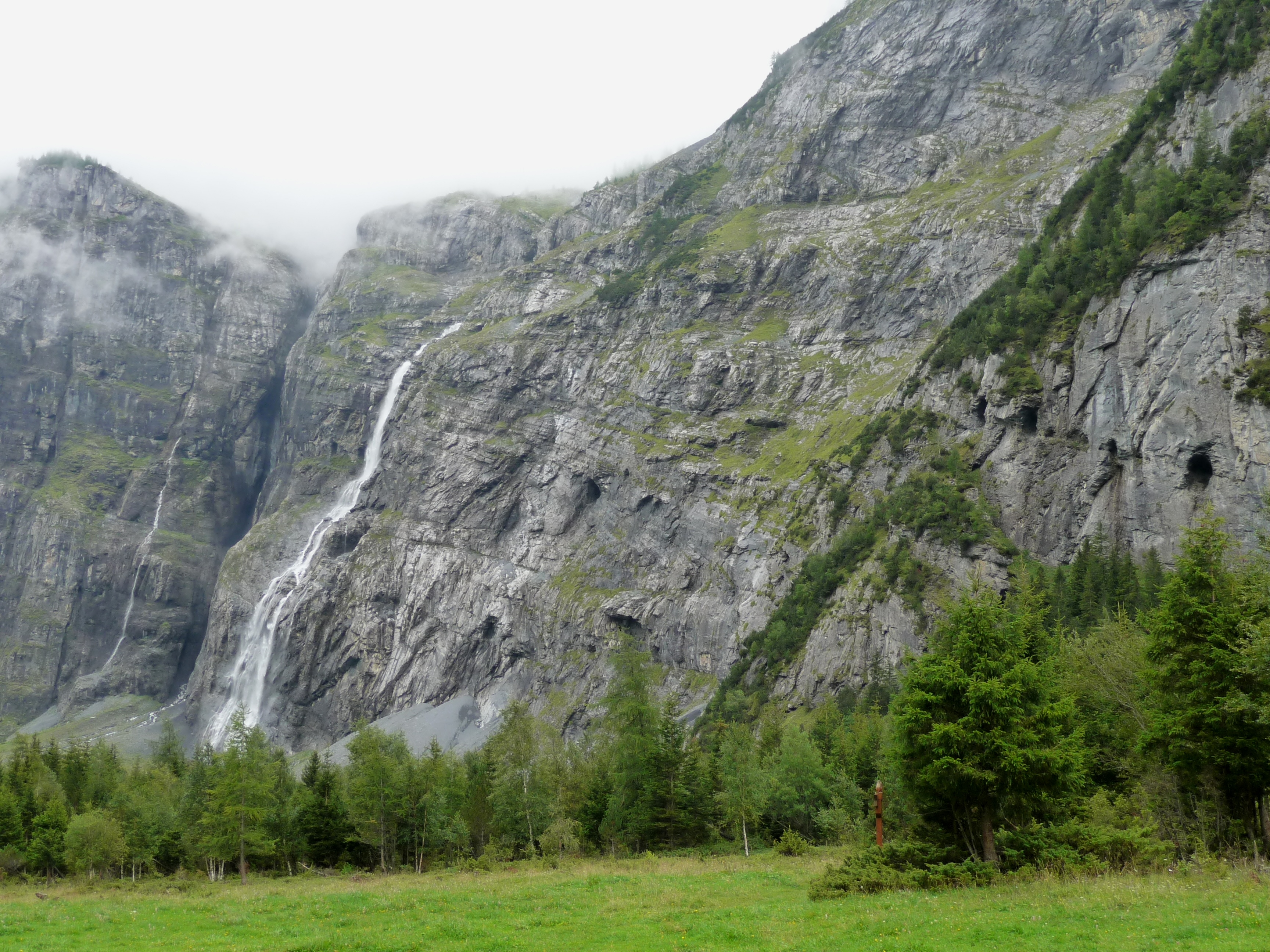
Unterhalb der Schuttkegel neben dem Balmhornbach-Wasserfall standen Wohnhaus und Mühle der Familie Lauretz.

Die Einstellungen in der Gaststube, in der Jonas Lauretz den Wirt angreift (und in der sich später der Jurist und Liebhaber der Tochter, Andreas von Richenau, nach dessen Verbleib erkundigt), wurden 1983 in der Walliser Gemeinde Turtmann im sogenannten Wäbihaus aufgenommen. Die Kirche, in welcher der Vater randaliert und in der später auch der Trauerzug für den verstorbenen Maler stattfindet, ist eine kleine Wallfahrtskapelle in der Lötschentaler Gemeinde Kühmad-Blatten. Beide Örtlichkeiten wurden nach den Dreharbeiten umfassend renoviert und befinden sich daher nicht mehr in dem im Film gezeigten Zustand.
Während den Dreharbeiten in der Schweiz kam es zu Unstimmigkeiten zwischen der Produktionsfirma Iduna-Film (einer Firma von Leo Kirch) und dem Regisseur Tom Toelle. Nachdem im Oktober 1983 erst etwa ein Drittel des gesamten Films fertiggestellt war, wurde die Produktionsfirma MR-Film von Leo Kirch beauftragt, die restliche Produktion zu betreuen. Der Chef von MR-Film, Kurt J. Mrkwicka, entschloss sich daraufhin, die jahreszeitbedingt pausierte Dreharbeit in der Schweiz abzubrechen und im darauffolgenden April in Sportgastein weiterzuführen. Die Szenen mit dem Hospiz und dem Wohnhaus und Atelier des Malers Lauters wurden in den damals bereits leerstehenden Knappenhäusern oberhalb des Naßfeldes gedreht. Die Einstellung, in der Silvie Lauretz nackt badet und dabei von Maler Lauters entdeckt wird, wurde in der Nassfelder Ache aufgenommen. Bei der Bahn, die im ersten und zweiten Teil zu sehen ist, handelt es sich um die Murtalbahn und die 1993 abgerissene Bahnstation Predlitz-Ladin. Die tragische Schlussszene handelt auf der sogenannten Russenbrücke über die Naßfelder Ache.
Weitere Szenen wurden in den Walliser Gemeinden Leuk und Susten VS sowie in Bad Gastein gedreht. Die Produktion besticht insgesamt durch eine sehr aufwendige Detailtreue (z. B. voll funktionsfähige Sägemühle, Innenausstattungen der Räumlichkeiten, Kostüme der Schauspieler und Uniformen der Soldaten, die bis auf die fehlenden Schulterstücke der Zeit um 1929 entsprechen). Auch die verwendeten Veteranenfahrzeuge entsprechen ihrer Epoche und haben Schweizer Zulassungskennzeichen, wenn auch unterschiedlicher Kantone. Dies deutet darauf hin, dass diese Fahrzeuge von Privatpersonen ausgeliehen waren.
Die Originaldialoge wurden wegen der internationalen Besetzung während den Dreharbeiten auf Englisch aufgenommen (übrigens hatte John Knittel den Roman auch auf Englisch geschrieben), jedoch anschließend für das ZDF deutsch synchronisiert und nachvertont, wobei die deutschsprachigen Darsteller sich selbst synchronisierten. Eine Version mit englischem Originalton existiert nicht, da wegen der teilweise sehr lauten Nebengeräusche (die Kander ist an der Stelle in der Chlus, wo während den Dreharbeiten die Hütte des Tagelöhners Jöri Wagner stand, so laut, dass man sein eigenes Wort kaum versteht) alles nachvertont werden musste.
Die Produktionskosten beliefen sich für eine Fernsehproduktion auf damals enorme 16 Millionen DM.
Die Erstausstrahlung im ZDF erfolgte am 1. bis 3. September 1985 und erreichte die bis dato höchste Einschaltquote (50 %) einer Produktion für das ZDF.
Der Film wurde im Januar 2010 von Kinowelt auf zwei DVDs veröffentlicht (273 Minuten, Bildformat 1.33:1, Tonformat Dolby Digital 2.0 Mono Deutsch). Zudem gibt es eine Neuveröffentlichung 2017 auf zwei DVDs von Fernsehjuwelen mit zusätzlichen Erinnerungen an die Produktion von Jörg Graser, Mario Adorf und Sissy Höfferer (jeweils rund 30 Minuten).
Die Filmmusik schrieb Ennio Morricone.

## Trivia
Nach dem Tod des Malers Lauters erbt Silvie Lauretz dessen Haus, die Gemälde und ein Sparbuch von 5000.- Schweizer Franken. Nachdem der Testamentsvollstrecker Dr. Arenberg der Familie das Erbe eröffnet hat, fragt er den Vater, wie alt denn die Tochter Silvie sei. Er entgegnet, noch nicht 21 Jahre alt, der Bruder ergänzt, aber in 5 Wochen. Damit konnte Silvie das Erbe noch nicht antreten, was wohl der Dramaturgie geschuldet war. Denn tatsächlich trat die Volljährigkeit in der Schweiz seit dem 1. Januar 1912 (Inkrafttreten des ZGB) mit dem vollendeten 20. Lebensjahr ein.
Die Darstellerin von Silvie, Maruschka Detmers, war zum Drehzeitpunkt dieser Szene genauso alt wie ihre Filmfigur.

## Rezeption
„Sorgfältig ausgestatteter und gut gespielter Heimatfilm von epischem Ausmaß, der von Beginn an auf das tragische Ende zusteuert.“

„Dank Luthers manirierter Bilder, seines Loden-Frey-Chics, ist nun das Trivialstück zu einem zähen Fernsehdreiteiler ohne spannende Dramaturgie, geschweige denn Dramatik verkommen: Ein Kompromiß aus Knittels naturalistisch verbrämter Schauerromantik und den prüden Produktionsgewohnheiten europäischer Fernsehsender.“

„Karge Dialoge und eindrucksvolle Bilder.“